# Giovani liberali radicali svizzeri
I Giovani Liberali Radicali Svizzera (GLRS; in lingua tedesca: Jungfreisinnige Schweiz, JFS; in lingua francese: Jeunes Libéraux-Radicaux suisse JLRS; in lingua romancia: Giuvens Liberals Svizra, GLS) è il movimento giovanile del PLR.I Liberali Radicali (PLR) fondato nel 2008 a seguito della fusione tra Partito Liberale Svizzero (PLS) e Partito Liberale Radicale svizzero (PLR). Analogamente, i GLRS sono frutto dell'unione tra i Giovani liberali svizzeri e i Giovani radicali svizzeri, che ha avuto luogo il 12 aprile 2008. Tuttavia, la prima citazione del partito negli archivi risale al 1904, quando un membro GLR fu eletto nel municipio di Bienne. Il presidente è lo zurighese Matthias Müller.

## Attività
Il movimento associa 3800 membri, tra i 15 e i 35 anni, ed è rappresentato in tutti i Cantoni e le regioni svizzere, costituendo la più grande ed estesa forza politica giovanile del paese. Nonostante il movimento sia totalmente indipendente, questo è affiancato al PLR e, sul piano internazionale, al Lymec (European Liberal Youth) così come all'IFLRY (International Federation of Liberal Youth).
I Giovani liberali radicali sono attivi a livello federale, cantonale, locale e nelle università svizzere. Il partito può inoltre vantare quattro rappresentanti al Consiglio nazionale (camera bassa della Confederazione elvetica), ossia Andri Silberschmidt, Philippe Nantermod, Christa Markwalder e Christian Wasserfallen; e uno rappresentante al Consiglio degli Stati (camera alta della Confederazione), ovvero Johanna Gapany. Infine i GLRS sono anche rappresentati da molti membri dei parlamenti cantonali.

## Organizzazione
Il Congresso è l'organo supremo dei GLRS. Lo stesso si riunisce una volta all'anno (di solito in primavera). Il congresso elegge singolarmente i membri del comitato direttivo e approva i documenti politici strategici che ne costituiscono il manifesto. Nel corso dell'anno, l'assemblea dei delegati si riunisce almeno quattro volte e si pronuncia sui temi correnti, decidendo ad esempio la posizione del partito sulle votazioni popolari. Il Comitato direttivo è invece l'organo esecutivo ed è responsabile per l'applicazione della strategia e la concretizzazione degli ideali.